# Chipahuatlán
Chipahuatlán är en ort i Mexiko.   Den ligger i kommunen Olintla och delstaten Puebla, i den sydöstra delen av landet, 170 km öster om huvudstaden Mexico City. Chipahuatlán ligger 942 meter över havet och antalet invånare är 1 148.
Terrängen runt Chipahuatlán är huvudsakligen kuperad, men åt sydväst är den bergig. Runt Chipahuatlán är det ganska tätbefolkat, med 104 invånare per kvadratkilometer. Närmaste större samhälle är Hueytlalpan, 3,9 km söder om Chipahuatlán. Omgivningarna runt Chipahuatlán är en mosaik av jordbruksmark och naturlig växtlighet.